# Leopold Melichar
Leopold Melichar, född den 5 december 1856 i Brünn, Mähren, Kejsardömet Österrike, död den 2 september 1924, var en tjeckisk läkare och entomolog
Melichar skrev viktiga verk om bland annat familjen sköldstritar 1906. 
Melichar började sin entomologiska bana genom arbeten om centraleuropeiska stritar (Auchenorrhyncha) men fokuserade senare på enbart infraordningen Fulgoromorpha. Han skrev även ett arbete om ett taxa av dvärgstritar, nämligen underfamiljen Cicadellinae.